# Свон-Лейк 65C
Свон-Лейк 65C (англ. Swan Lake 65C) — індіанська резервація в Канаді, у провінції Манітоба, у межах невключеної частини переписної області №19.

## Населення
За даними перепису 2016 року, індіанська резервація нараховувала 23 особи, показавши скорочення на 53,1%, порівняно з 2011-м роком. Середня густина населення становила 2,9 осіб/км².

## Клімат
Середня річна температура становить 1,6°C, середня максимальна – 22,5°C, а середня мінімальна – -23,3°C. Середня річна кількість опадів – 612 мм.
| Клімат поселення                              | Клімат поселення | Клімат поселення | Клімат поселення | Клімат поселення | Клімат поселення | Клімат поселення | Клімат поселення | Клімат поселення | Клімат поселення | Клімат поселення | Клімат поселення | Клімат поселення | Клімат поселення |
| Показник                                      | Січ.             | Лют.             | Бер.             | Квіт.            | Трав.            | Черв.            | Лип.             | Серп.            | Вер.             | Жовт.            | Лист.            | Груд.            |                  |
| Середній максимум, °C                         | −11,44           | −7,9             | −1,73            | 7,65             | 15,53            | 21,26            | 22,50            | 21,09            | 15,10            | 8,26             | −2               | −10,53           |                  |
| Середня температура, °C                       | −17,34           | −13,81           | −7,64            | 1,76             | 9,64             | 15,37            | 18,58            | 17,14            | 11,16            | 4,32             | −5,94            | −14,46           |                  |
| Середній мінімум, °C                          | −23,26           | −19,71           | −13,53           | −4,16            | 3,70             | 9,44             | 14,65            | 13,22            | 7,22             | 0,39             | −9,89            | −18,39           |                  |
| Норма опадів, мм                              | 26               | 20               | 29               | 42               | 62               | 90               | 92               | 77               | 71               | 44               | 32               | 27               |                  |
| Середньомісячна швидкість вітру, м/с          | 3.40             | 3.40             | 3.50             | 3.70             | 3.80             | 3.60             | 3.30             | 3.30             | 3.60             | 3.73             | 3.60             | 3.50             |                  |
| Середньомісячна сонячна радіація, кДж/м²·день | 3515             | 6884             | 12502            | 17128            | 20482            | 21575            | 21398            | 17898            | 12044            | 6973             | 3634             | 2643             |                  |
| --------------------------------------------- | ---------------- | ---------------- | ---------------- | ---------------- | ---------------- | ---------------- | ---------------- | ---------------- | ---------------- | ---------------- | ---------------- | ---------------- | ---------------- |
| Джерело:                                      |                  |                  |                  |                  |                  |                  |                  |                  |                  |                  |                  |                  |                  |